# Villafranca (film)
Pour plus de détails, voir Fiche technique et Distribution.
Villafranca est un film dramatique historique italien basé sur les écrits de Benito Mussolini et réalisé par Giovacchino Forzano en 1934. 

## Synopsis
Le film retrace la chronologie des événements qui vont de janvier 1858, jusqu'à la rencontre de Monzambano entre le roi Victor-Emmanuel II et le comte de Cavour la nuit du 11 juillet 1859, quand le roi communique au ministre la copie préliminaire du traité de paix entre Napoléon III et François-Joseph Ier d'Autriche qui par le traité de Villafranca du 11 juillet 1859 qui mettra un terme à la deuxième guerre d'indépendance italienne.

## Tournage
Le film a été réalisé aux studios Fert de Turin dans la ville, qui était la capitale du royaume de Sardaigne à l'époque du film.

## Fiche technique
- Titre : Villafranca
- Réalisateur : Giovacchino Forzano
- Scénario : Giovacchino Forzano - Benito Mussolini
- Musique : Antonio Cantù
- Photographie : Ubaldo Arata - Augusto Tiezzi - Giovanni Vitrotti
- Montage : Giacinto Solito
- Production : Forzano Film
- Distribution :	Fono Roma
- Format :  Noir et blanc - 1,37:1 - 35 mm - son mono
- Pays :  Royaume d'Italie
- Langue : italien
- Genre : Dramatique - Historique
- Durée : 105 minutes
- Date de sortie : (Royaume d'Italie) : 19 janvier 1934

## Distribution
- Corrado Racca : Camillo Benso comte de Cavour
- Annibale Betrone : Victor Emmanuel II
- Enzo Biliotti : Napoléon  III
- Pina Cei : princesse Clotilde de Savoie
- Giulio Donadio : Castelli
- Alberto Collo : canonico Gazzelli - confesseur de la maison de Savoie
- Giulio Oppi : Marquis Virago di Vische
- Ernesto Marini : Margotti
- María Denis
- Carlo Duse
- Mario Ferrari